# Giovanni Francesco Surchi

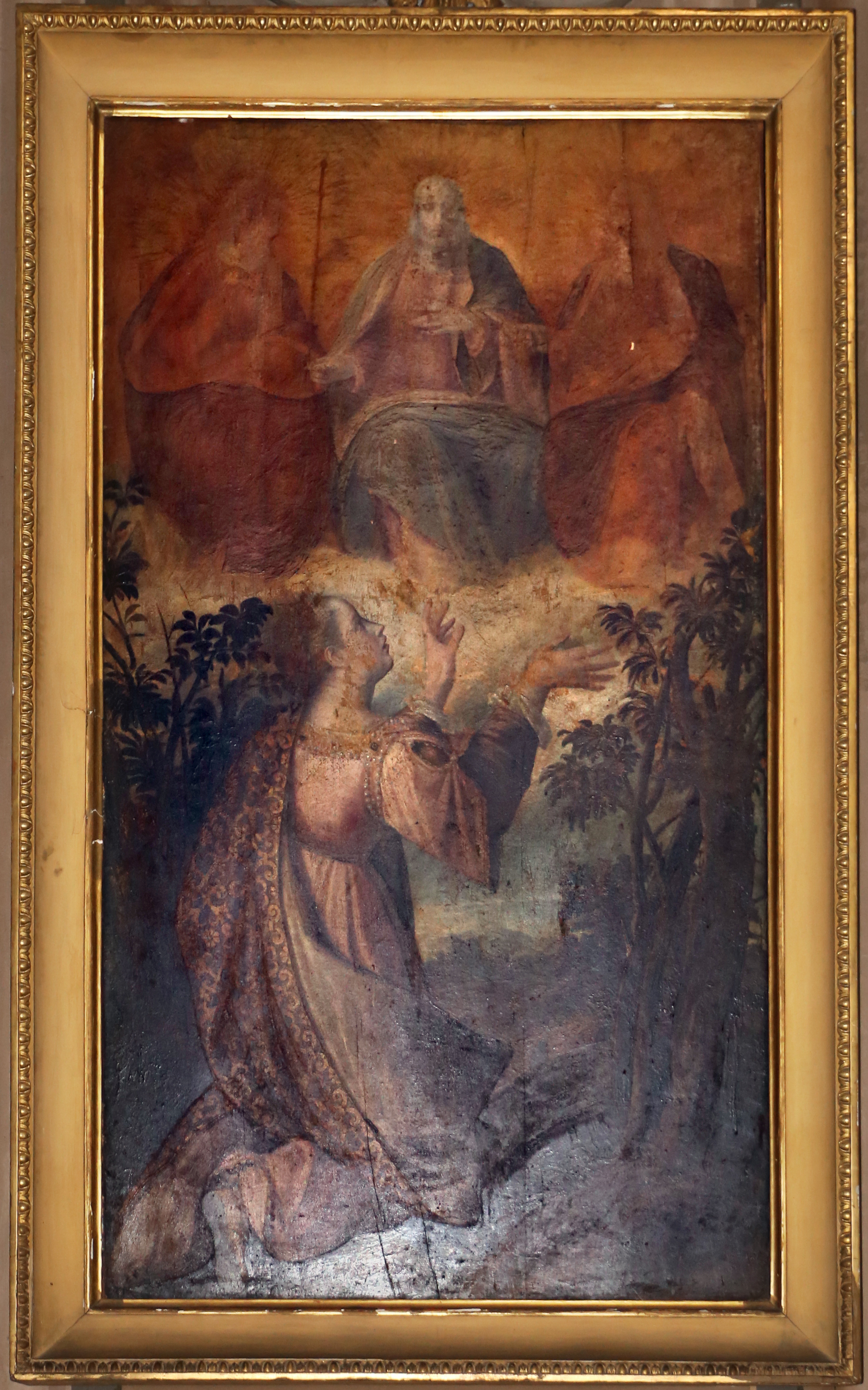
Santa Caterina adora la Trinità, Duomo di Ferrara

Giovanni Francesco Surchi, noto anche come il Dielai o il Dialai (... – Ferrara, 1590), è stato un pittore italiano, esponente della tarda pittura rinascimentale, attivo a Ferrara. Suoi alcuni affreschi dell'Oratorio dell'Annunziata.